# Kryptoglanis
Kryptoglanis is een monotypisch geslacht van straalvinnige vissen uit de familie van de echte meervallen (Siluridae).

## Soort
- Kryptoglanis shajii Vincent & Thomas, 2011